# Jerzy Walocha
Jerzy Andrzej Walocha (ur. 6 marca 1966 w Krakowie) – polski lekarz ginekolog, anatom, doktor habilitowany i profesor zwyczajny Uniwersytetu Jagiellońskiego, kierownik Katedry Anatomii Uniwersytetu Jagiellońskiego Collegium Medicum, filatelista, przewodniczący Kolegium Ekspertów Polskiego Związku Filatelistów w kadencji 2022-25.
Autor blisko pięciuset pięćdziesięciu publikacji z zakresu anatomii topograficznej i klinicznej, historii medycyny, ginekologii i położnictwa oraz blisko sześciuset pięćdziesięciu artykułów, monografii, katalogów z zakresu filatelistyki polskiej. Promotor szesnastu ukończonych przewodów doktorskich. Redaktor cyklu podręczników uczelnianych pt. "Anatomia prawidłowa człowieka". Wiceprezes Zarządu Głównego Polskiego Towarzystwa Anatomicznego. Redaktor naczelny "Translational Research in Anatomy" (2020), wydawanego przez wydawnictwo Elsevier, sekretarz Europejskiego Towarzystwa Eksperymentalnej Morfologii (EFEM) oraz Międzynarodowego Związku Stowarzyszeń Anatomicznych (I.F.A.A.), od 2022 w 2% najczęściej cytowanych naukowców na świecie. Członek Honorowy "Polonus Philatelic Society" w Chicago oraz członek Arbeitsgemeinschaft "Polen" przy Niemieckim Związku Filatelistów. Redaktor naczelny serii katalogów znaków polskich wydawanych przez firmę "Fischer", współautor monografii na temat rekwizytów pocztowych stosowanych w latach 1944-48. 